# MINUSMA
La Misión Multidimensional Integrada de Estabilización de las Naciones Unidas en Malí (MINUSMA) es una misión de paz establecida por el Consejo de Seguridad en su resolución 2100 del 25 de abril en 2013 para estabilizar el país tras la rebelión tuareg de 2012. 

## Historia
El Consejo de seguridad ha pedido a la MINUSMA ayudar a las autoridades de transición malienses a estabilizar el país y aplicar la hoja de ruta para la transición. Posteriormente en la resolución 2164 del 25 de junio de 2014 el Consejo decidió por unanimidad que la Misión debe centrarse en:  
- Garantizar la seguridad,
- Estabilización y protección de los civiles; apoyando al diálogo nacional sobre política y reconciliación;
- Prestar apoyo al restablecimiento de la autoridad del Estado en todo el país,
- Reconstrucción del sector de la seguridad,
- La promoción y protección de los derechos humanos.

Desde diciembre de 2015 el jefe de la MINUSMA es el diplomático del Chad Mahamad Saleh Annadif también representante especial del secretario general de la ONU en Malí.
El 31 de diciembre de 2023, las tropas de la MINUSMA abandonaron Mali.

## Efectivos
Datos de personal de marzo de 2020
- Efectivos: 15.610 en total, incluye:
  - Personal uniformado: 15.209
  - Contingente de tropas: 11.757
  - Expertos en Misión: 38
  - Policías: 1748
  - Personal civil: 476
  - Voluntariado de la ONU: 170
  - Víctimas mortales: 211 (junio de 2020)

Países que participan aportando tropas:
- Francia 1.200
- Bangladés  1.298
- Burkina Faso  1.081
- Egipto 1.074
- Senegal  1.048
- Togo  937
- Níger  872
- Guinea  866
- China  426
- Costa de Marfil  364
- El Salvador  174
- México  185

## Incidentes
En octubre de 2013, un terrorista suicida atacó a los soldados chadianos y causó la muerte de dos soldados.
El 13 de diciembre, dos efectivos de mantenimiento de la paz senegaleses fueron asesinados en un bombardeo frente al Banco de Solidaridad de Malí en Kidal un día antes de la segunda vuelta de las elecciones parlamentarias de Malí, 2013.
En octubre de 2014, 10 soldados fueron asesinados, nueve de Níger y uno de Senegal cerca de Gao y Kidal, respectivamente, elevando el número total de soldados muertos de la misión a 21 con docenas más heridos. También precedió al ministro de Relaciones Exteriores de Mali, Abdoulaye Diop, pidiendo al CSNU que envíe una fuerza de despliegue rápido al país alegando que hubo un aumento de narcotraficantes y combatientes islamistas. El jefe de mantenimiento de la paz de la ONU, Hervé Ladsous, también habló con el CSNU desde Bamako, donde asistió a un servicio conmemorativo para los soldados muertos. Agregó que una combinación de factores ha llevado al aumento de los ataques contra las tropas de la ONU, incluida la reducción de las fuerzas francesas y la percepción de la falta de fuerzas de seguridad malienses, ya que MINUSMA, como la principal presencia internacional en el área, era un objetivo. También señaló que la ONU ya no trabajaba en un entorno de mantenimiento de la paz, sino que buscaba aumentar la protección del personal, el equipo y las bases de la misión.
El 20 de enero de 2019, la base de MINUSMA en Aguelhok fue atacada por militantes. El ataque fue repelido, pero 10 soldados de paz chadianos de la ONU murieron y otros 25 resultaron heridos. Los militantes habían llegado a bordo de varios vehículos armados. Se dice que varios de los atacantes fueron asesinados. Al Qaeda reclamó la responsabilidad en el Magreb Islámico, quien afirmó que se trataba de un ataque de represalia por la reciente visita a Chad del primer ministro israelí Benjamin Netanyahu y el posterior resurgimiento de las relaciones diplomáticas entre Chad e Israel. [28] [29] El secretario general de la ONU, António Guterres, condenó el ataque.
El 25 de enero de 2019, tres miembros de las tropas de mantenimiento de la paz de Sri Lanka desplegados en Malí fueron asesinados, mientras que tres soldados resultaron heridos, cuando su vehículo blindado sufrió un ataque con un dispositivo explosivo improvisado (IED), en el área general de Douentza en Malí.
Las Naciones Unidas informaron que los ataques en el norte de Malí contra un convoy de la ONU mataron a tres efectivos de mantenimiento de la paz de Chad e hirieron a otros cuatro. El secretario general Antonio Guterres y el portavoz de la ONU, Stephane Dujarric, criticaron los ataques y dijeron que podrían dar cuenta de los crímenes de guerra según el derecho internacional.
Al 31 de marzo de 2020, 209 tropas de MINUSMA perdieron la vida
El 14 de junio de 2020 murieron dos cascos azules en un ataque contra un convoy de la ONU en la región de Gao, en Tarkint, entre Tessalit y Gao.